# Robert Watt
Robert Watt, född den 28 oktober 1837 på Holmstrupgård nära Århus, död den 11 juni 1894 i Köpenhamn, var en dansk författare.
Watt förde 1857–1860 ett rätt äventyrligt liv i Australien och gjorde från 1864 vidsträckta resor, som lämnade honom stoff till de synnerligen livfulla och av publiken väl mottagna skildringarna Fra Australien (1862) och I Verandaen (1864) samt till Pariser-Fotografier (1865; ny samling 1874), Igjennem Europa (1865), Breve fra Rusland (1867), Fra Ægypternes Land (1869) och Hinsides Atlanterhavet (I–III, 1872–1874) med flera. Han översatte därjämte arbeten av Thackeray, Poe, Bret Harte och Mark Twain. Watt uppsatte 1866 veckobladet Figaro, som 1868 omdanades till dagbladet Dagens Nyheder och som han redigerade till 1871. Han var 1876–1884 direktör för Folketheatret samt övertog ledningen av Tivoli 1886 och ledde tillika Casino 1890–1891.